# Kalevala
Kalevala je finski narodni ep.
Cjelokupno finsko narodno stvaralaštvo živjelo je kao usmena tradicija sve do 1835. kada je Elias Lönnrot, liječnik po zanimanju, sabrao i sistematizirao to cjelokupno stvaralaštvo i objavio u posebnoj knjizi koju je nazvao Kalevala. Cijeli spjev vezan je uz nekoliko događaja u kojima je prikazano nekoliko likova, koji nisu povijesni nego mitski među kojima se ističe starac, pjevač i čudotvorac Väinämöinen, koji snagom riječi mijenja svijet doživljavajući razne zgode i nezgode u odnosima s drugim likovima. Drugi po značenju lik je kovača Ilmarinena koji personificira genij uzdignut do magije. Treći po značenju je čarobnjak i putnik Lemminkäinen koji predstavlja junaka, lutalicu i čarobnjaka. On ima funkciju tipičnih junaka heroja ostalih europskih naroda (Orfeja, Herakla, Odiseja).
U Kalevali je sačuvano, pored događaja iz povijesti i mitologije, cjelokupno bogatstvo finskog folklora kao i kršćanskih legendi. U osnovi je radnje borba jednoga naroda protiv škrte i neljubazne prirode sjevera. Spjev ima 50 pjevanja (runa), a značajno je da prvo pjevanje završava rođenjem heroja, pjevača Väinamöinena. Sljedećih 9 pjevanja govori o njihovim doživljajima da bi se tek u 11. pjevanju pojavio Lemminkäinen koji mora izvršiti nekoliko teških zadataka kako bi zadobio najljepšu kći sjeverne zemlje. Najljepši je dio spjeva onaj kada Lemminkäinen mora sići u podzemni svijet kako bi ubio labuda iz rijeke Tuonela koji je čuvar toga podzemlja, pri tome on nastrada, a tijelo mu rastrgano na komade biva bačeno u rijeku smrti. Njegova majka nalazi dijelove tijela svoga sina, sastavlja ih i oživljuje što je poznato i u ostalim narodnim književnostima. Posljednjih desetak pjevanja prikazuje trojicu likova u potrazi za sampom, a to je predmet čije ime označava oružje i blago. Oko njega se vodi borba između sinova Kaleve i Sjeverne zemlje. Spjev završava nagovještajem budućnosti preko Väinamöinen koji u bakrenom čamcu odlazi daleko na horizont gdje će vječno boraviti, a svoje pjesme ostavlja narodu Finske.